# Écho et Narcisse
Écho et Narcisse (título original en francés; en español, Eco y Narciso) es la última ópera original, específicamente un drame lyrique, escrita por Christoph Willibald Gluck, la sexta para la escena francesa. El libreto fue escrito por Louis Theodor von Tschudi.

## Historia
Écho et Narcisse se estrenó en la Ópera de París el 24 de septiembre de 1779. Fue un fracaso, y se dejó de representar después de sólo 12 días. Gluck decidió regresar a Viena y no volver nunca a París. Revisó la obra para el 8 de agosto de 1780, pero esta versión sólo disfrutó de nueve representaciones.
Una tercera versión fue presentada al público el 8 de junio de 1781. Esta fue mejor recibida, pero se produjo de manera infrecuente hasta que René Jacobs la repuso en 1987 en el Festival de Schwetzingen. Jacobs usó la versión revisada puesto que la original no ha sobrevivido, excepto en lo que se refiere al libreto.

## Personajes
| Personaje | Tesitura     | Reparto del estreno, 24 de septiembre de 1779 (Director: - ) |
| --- | ------------ | ------------------------------------------------------------ |
| Echo, una ninfa, que rige los bosques y las aguas | soprano      | Henriette-Adelaïde Beaumesnil                                |
| Aglaé, una ninfa, amiga de Eco | soprano      | Adelaïde Gavaudan 'cadette'                                  |
| Eglé, una ninfa, amiga de Eco | soprano      | Anne-Marie-Jeanne Gavaudan, 'L'aînée'                        |
| Amour (Cupido) | soprano      | Mlle Girardin                                                |
| Narcisse, un cazador, hijo de Cefiso | tenor        | Étienne Lainez                                               |
| Cynire, amigo de Narcisse | haute-contre | Joseph Legros                                                |
| Sylphie, una ninfa | soprano      |                                                              |
| Thanais, una ninfa | soprano      |                                                              |
| Sílfides, céfiros y ayudantes y seguidores de Amor, Eco y Narciso.                                                                                                |              |                                                              |
| Ballet - bailarinas: Marie-Madeleine Guimard, Anne Heinel, Marie Allard, Peslin; bailarines: Gaetano Vestris, Auguste Vestris, Maximilien Gardel, Jean D'Auberval |              |                                                              |

## Argumento
Narciso ama a la ninfa Eco, deseada por Apolo. Éste lanza un hechizo sobre Narciso de manera que se enamore de su propio reflejo, pero Cupido al final logra un final feliz reuniendo a Eco y Narciso.